# Impasse Saint-Sébastien
Impasse Saint-Sébastien är en återvändsgata i Quartier Saint-Ambroise i Paris 11:e arrondissement. Impasse Saint-Sébastien, som börjar vid Rue Alphonse-Baudin 16, har fått sitt namn efter den närbelägna Rue Saint-Sébastien.

## Omgivningar
- Notre-Dame-d'Espérance
- Bataclan
- Jardin Truillot

## Kommunikationer
- Tunnelbana – linje  – Richard Lenoir
- Busslinjerna 56, 69 och 91

### Webbkällor
- ”Impasse Saint-Sébastien”. Mairie de Paris. http://www.v2asp.paris.fr/commun/v2asp/v2/nomenclature_voies/Voieactu/8978.nom.htm. Läst 19 juli 2020.
- ”Impasse Saint-Sébastien (11ème arrondissement)”. Les rues de Paris. http://www.parisrues.com/rues11/paris-11-impasse-saint-sebastien.html. Läst 19 juli 2020.